# Коацакоалькос (река)
Коацакоалькос (исп. Río Coatzacoalcos) — река в Мексике, протекает с юга на север по перешейку Теуантепек. Река начинается в отрогах хребта Сьерра-Мадре-де-Чьяпас, затем протекает по территории штатов Оахака и Веракрус и у города Коацакоалькос впадает в залив Кампече (Мексиканский залив).
Река судоходна на протяжении 201 км от устья. Рядом с городом Минатитлан в Коацакоалькос впадает её главный приток — река Успанапа.
Нижнее течение реки было исследовано в период конкисты Эрнаном Кортесом. Название реки, которое переводится с языка науатль как «место, где прячется змей», связывают с легендой, в соответствии с которой по реке на плоте из змеиной шкуры проплыл ацтекский бог Кетцалькоатль.
Отсутствие законодательной базы по регулированию промышленных стоков в реку является причиной её сильной загрязнённости. По данным Мексиканского центра экологического законодательства, основным загрязнителем реки является нефтяная компания PEMEX.